# Menen Hotel

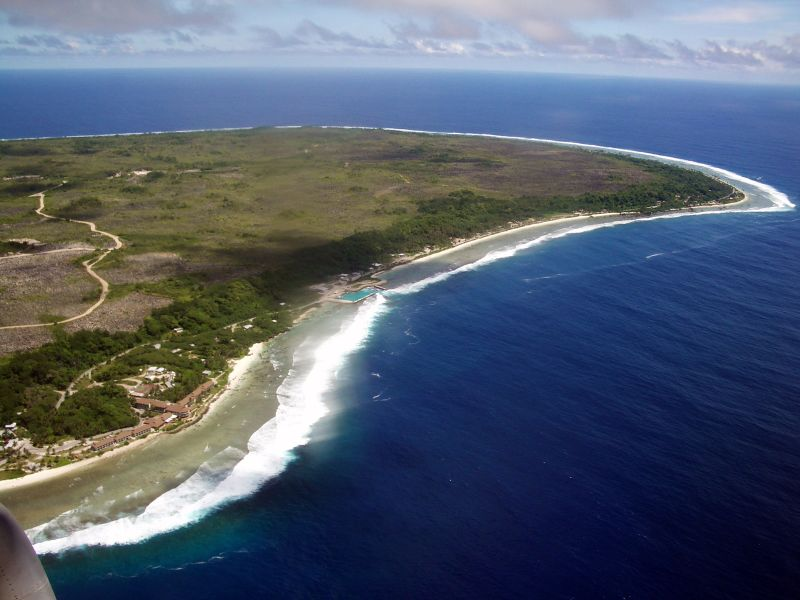
Zicht op de Anibarebaai. Linksonder op de foto ligt het Menen Hotel.

Het Menen Hotel is het grootste van de twee hotels van de Micronesische eilandrepubliek Nauru. Het hotel is gelegen aan de Menenkaap in het gelijknamige district in het zuidoosten van het eiland, op de grens met Anibare. Het is eigendom van de staat.
De zaak, die 119 kamers telt, wordt uitgebaat door Roland Kun, minister van Visserij en Onderwijs en zoon van voormalig president Ruben Kun. Ze beschikt over conferentiezalen met een capaciteit van 200 personen en twee restaurants. Jaarlijks vindt in het hotel het evenement National Dance plaats, het gala van de regering.
Het hotel dateert uit 1969 en werd gebouwd naar een ontwerp van het Australische architectenbureau Nelson Architects. Het werd gerenoveerd en uitgebreid ter gelegenheid van het 24e South Pacific Forum, tegenwoordig het Pacific Islands Forum geheten, dat in 1993 op Nauru plaatsvond.